# مرآة ذرية

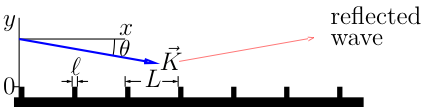

في الفيزياء(الإنجليزية :Physics) , المرآة الذرية هي جهاز يعكس الذرات المحايدة بطريقة مماثلة للمرآة التقلديدية العاكسة للضوء المرئي.
المرآة الذرية مصنوعة من المجال الكهربائي أو المجال المغناطيسي , الموجات الكهرومغناطيسية أو رقائق السيليكون وفي الحالة الأخيرة ترتد الذرات بواسطة جذب نهايات فاندروالز(شاهد الانعكاس الكمي).
كفاءة الانعكاس عندما يكون العدد الموجي طبيعي للذرات الصغيرة أو مشابهه للعمق الفعال للجذب المحتمل حدوثه.
للحد من مكون طبيعي وخفض نسبته فإن معظم المرايا الذرية تتوهج عند ما يسقط عليها المكون بشكل مماسي.
كفاءة الانعكاس الكمي تزيد بتغطية سطح السقوط المماسي بنتوءات كبيرة.
مجموعة النتوءات الضيقة تقلل جذب فان در والز للذرات على السطح وتزيد انعكاسها , جميع كتل النتوءات تسبب حيودفرينل لجزء من الموجة.
يمكن تفسير هذه المرآة بشروط أثر زينو فنفرض قياس أو امتصاص الذرات بواسطة النتوءات , القياسات المتكررة تمنع تحول مساحة الجسيمات إلى النصف بسبب الانعكاس المنظاري , عندما يكون الفصل بين رقائق النتوءات كبير ,نحسب الانعكاس بالزخم اللابعدي {\displaystyle ~p={\sqrt {KL~}}~\theta ~}ولايعتمد على قاعدة الموجة ,لذلك هي مناسبة لانعكاس الذرات.

## تطبيقات
-	التداخل الذري
-	التصوير الذري ثلاثي الأبعاد